# Seleukos II.

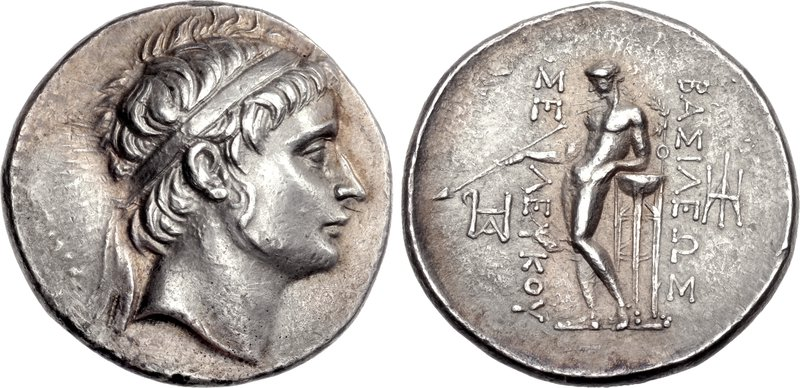
Münze des Seleukos II. Kallinikos mit der Prägung ΒΑΣΙΛΕΩΣ ΣΕΛΕΥΚΟΥ

Seleukos II. Kallinikos (altgriechisch Σέλευκος Καλλίνικος Séleukos Kallínikos; * 265 v. Chr.; † 226 v. Chr.) war ein Herrscher des Seleukidenreiches von 246 bis 226 v. Chr. Sein geläufiger Beiname bedeutet so viel wie „der Siegreiche“. Ein weiterer ihm zugeschriebener Beiname war Pogonos (Πώγωνος Pṓgōnos, deutsch ‚der Bärtige‘).
Der Sohn Antiochos’ II. wurde von seiner Mutter Laodike zum König ausgerufen, nachdem ihre Mitstreiter Berenike die Jüngere (die ägyptische Stiefmutter von Seleukos II.) und ihren Sohn, die auch Anspruch auf den Thron erhoben, getötet hatten.
Wie sein Vater war Seleukos wenig erfolgreich. Im Krieg gegen Pharao Ptolemaios III., den Bruder Berenikes, verlor er im Dritten Syrischen Krieg die Provinzen Syrien und Mesopotamien. Auch Baktrien und die Parther erkämpften sich ihre Unabhängigkeit. Ebenso musste er 239 v. Chr. Kleinasien an seinen Bruder Antiochos Hierax abtreten, dem er fortan feindselig gegenüberstand.
Seleukos II. starb bei einem Ausritt nach einem Sturz von seinem Pferd. Er war verheiratet mit seiner Cousine Laodike, mit der er die Söhne Seleukos III. und Antiochos III. hatte, die ihm nacheinander nachfolgten.

## Weblink
- Seleukos II. bei genealogie-mittelalter.de (Hellenismus)